# دوضلعی

یک دوضلعی در فضای کروی

در هندسه، دوضلعی یک چندضلعی با ۲ ضلع و ۲ رأس است. در فضای هندسه اقلیدسی دو ضلعی همان پاره خط است، اما در فضای کروی یک شکل مشخص دارد.
تمام دوضلعی‌ها منتظم هستند؛ چون هر دو ضلع آن باید یک اندازه باشند.
بعضی از مراجع دوضلعی را به این علت که در فضای اقلیدسی شکل خاصی ندارد، یک چندضلعی محسوب نمی‌کنند. با این حال اکثر فرمول‌های چندضلعی‌ها برای دوضلعی نیز صحیح است. برای مثال: جمع زاوایای یک n-ضلعی برابر است با {\displaystyle (n-2)\pi }، که برای {\displaystyle n=2} برابر صفر می‌شود، که برای دوضلعی نیز صحیح است.

## نگارخانه

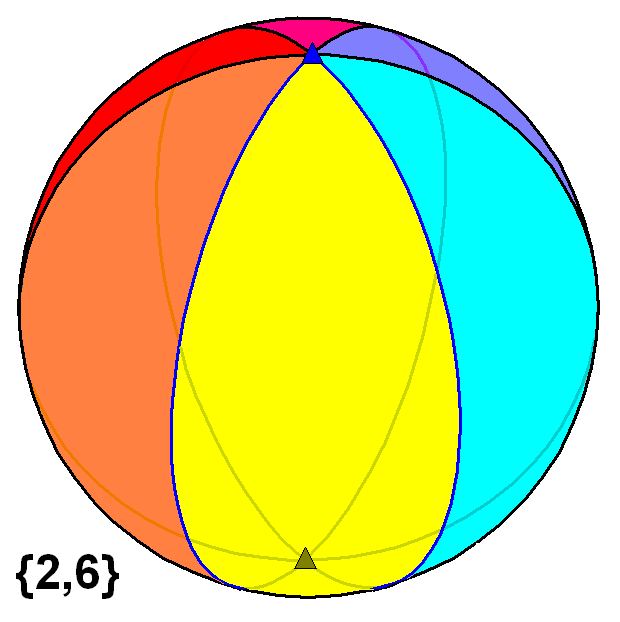